# Контраш
„Контраш” је југословенска телевизијска серија снимљена 1996. године у продукцији Телевизија БК.

## Улоге
| Глумац        | Улога |
| ------------- | ----- |
| Марко Баћовић |       |
| Предраг Ејдус |       |

Комплетна ТВ екипа ▼
| Редитељ    | Михаило Вукобратовић     |                   |
| Сценариста | Стеван Копривица         |                   |
| Продуцент  | Предраг Кајганић Пиxи    | извршни продуцент |
| Монтажер   | Љиљана Лана Вукобратовић |                   |